# 田口修治
田口 修治（たぐち しゅうじ、1905年〈明治38年〉 - 1956年〈昭和31年〉3月）は、日本の撮影技師、映画監督、映画プロデューサーである。第二次世界大戦後はシュウ・タグチを名のり、1948年（昭和23年）10月にはシュウ・タグチ・プロダクション株式会社を設立、ドキュメンタリー映画を中心に自主製作を行なう。姪はタレント・女優の黒柳徹子。

## 人物・来歴
東京市・本所の開業医・田口潔矩の三男として生まれる。実弟の黒柳守綱とともに日本橋の三越呉服店の小僧となり、将来のため仕事の合間を見つけて英語を勉強していたが、体を壊して18歳で退職。
長兄の田口桜村が1920年（大正9年）に松竹蒲田撮影所の初代所長に就任し、ヘンリー小谷を招聘、日本のニュースリール製作の草分けである小谷に師事する。フィルム現像所で働いたのを皮切りに、1924年（大正13年）、創立時の日本電報通信社写真課活動写真係（のちの電通映画社、現在の電通テックの前身の一社）で「電通ニュース」の撮影に携わる。その後、パテ・アメリカ、パラマウント映画、メトロトーン等のニュース撮影技師となる。メトロニュース極東代表、同盟ニュース（共同通信社の前身）顧問、日本ニュース映画社外国局次長、同ニューヨーク支社長、同マニラ支社長などを歴任した。ニューヨーク時代の1941年に日米開戦となり、敵国人としてエリス島の収容所に2か月余り収監されたのち、日米交換船で帰国。1942年（昭和17年）にはこの時代の経験を反映した書籍『戦時下アメリカに呼吸する』を上梓する。ソロモン群島ニュー・ブリテン島のラバウル海軍航空隊で日本人として初めて空中戦の映像を複座式戦闘機の後部座席から撮影することに成功。
敗戦の一年前に日本ニュース映画社のフィリピン・マニラ支社長に就任し、敗戦2年後に帰国。帰国後は、シュウ・タグチを名のり、1947年（昭和22年）には『立ち上がれるか日本』を発表する。1948年（昭和23年）10月には、赤峰峻、河合武とともに東京都港区芝金杉町4丁目15番地（現在の同区芝）にシュウ・タグチ・プロダクション株式会社を設立、ドキュメンタリー映画を中心に自主製作を行なう。1950年（昭和25年）に公開された『台風の眼』は、世界ではじめて台風の眼の中に入って撮影した歴史的記録映画で、第5空軍の協力を得るまでに8ヶ月を要したという。
親米派であり英語に堪能であることから、連合国の日本占領時代にはGHQ傘下のCIE（民間情報教育局）向けに、占領終了の1953年以降は、アメリカ国務省が自国のイメージアップ戦略のために設立したUSIS（United States　Information Service。合衆国広報・文化交流庁。戦時中にアメリカ政府が諜報・プロパガンダ機関として設立した戦争情報局の後身）のPRライブラリー用映画の制作を請け負った。戦前からの封建的な網元（親分）から漁民を解放した漁業法改正を描いたアメリカ政府のPR映画『漁る人々』Men who Fish （1948年）や、戦前からの封建的な「地主・小作農家」の関係から農民を解放した農地改革のPR映画 This Land is Mine （1948年）は、それぞれ世界USIS映画コンクール第一位と第二位を受賞した。こうした米政府の宣伝映画は親米派を形成するためにアメリカ文化や政策などを啓蒙するためのもので、各都道府県に設けられた視聴覚ライブラリーを通じて全国で上映された。
1953年に田口は川喜多長政・かしこ夫妻と大沢善夫の要請を受け、ジョセフ・フォン・スタンバーグ監督の日米合作映画『アナタハン』の監督補佐を務めた。1955年には企業PR映画製作にも乗り出し、『日立造船』を製作、続いて電通との共同製作による新三菱興行委嘱『新三菱の全貌』の製作準備中だった1956年（昭和31年）3月、狭心症で死去した。満51歳没。同年4月30日に発行された『映画技術』誌上に浅井達三が『田口修治先生の追憶』を発表した。会社は長男が引き継いだ。
長男はドキュメンタリー映画作家の田口寧、実弟はヴァイオリニストの黒柳守綱（旧姓田口）、姪はタレントの黒柳徹子。

## おもなフィルモグラフィ
製作・監督・撮影・構成等のクレジットについては、公開年月日の右側に付した。東京国立近代美術館フィルムセンター（NFC）等の所蔵状況についても記す。
- 『戰禍の濟南』 : 指揮ヘンリー小谷、製作林商会活動写真部、配給パラマウントニュース、1928年発表 - 従軍撮影
- 『若き日本 冬季篇』 : 製作同盟通信社映画部、配給日本短篇映画社、1940年公開 - 総指揮
- 『同盟映画月報 第22輯 新支那の出発』 : 製作同盟通信社映画部、配給日本短篇映画社、1940年6月27日 - 撮影・構成
- 『立ち上がれるか日本』 : 1947年発表 - 監督、「シュウ・タグチ」名義
- 『漁る人々』Men who Fish : 1948年発表 - 監督、「シュウ・タグチ」名義、世界USIS映画コンクール第一位受賞
- This Land is Mine : 1948年発表 - 監督、「シュウ・タグチ」名義、世界USIS映画コンクール第二位受賞
- 『柔道の妙技』 : 撮影岡崎宏三、製作シュウタグチプロダクション、1950年9月発表 - 演出、「シュウ・タグチ」名義
- 『私の大地』 : 監督岩下正美、撮影岡崎宏三、製作シュウタグチプロダクション、1950年11月発表 - 製作、「シュウ・タグチ」名義
- 『CIEスクリーン・マガジン第1号』 : 撮影岡崎宏三、製作シュウタグチプロダクション、1951年6月発表 - 演出、「シュウ・タグチ」名義
- 『CIEスクリーン・マガジン第2号』 : 撮影岡崎宏三、製作シュウタグチプロダクション、1951年8月発表 - 演出、「シュウ・タグチ」名義
- 『私はシベリヤの捕虜だった』 : 監督阿部豊・志村敏夫、製作シュウタグチプロダクション、配給東宝、1952年4月3日公開 - 製作、「シュウ・タグチ」名義
- 『アナタハン』 : 監督ジョセフ・フォン・スタンバーグ、製作大和プロダクション・スタンバーグプロダクション、配給東和・東宝SY系、1953年6月28日公開 - 監督補佐、「シュウ・タグチ」名義
- 『台風の眼』 : 製作シュウタグチプロダクション、配給東宝、1955年8月21日公開 - 製作・監督・撮影、「シュウ・タグチ」名義

## 演じた俳優
日向丈、（トットちゃん!）、（テレビ朝日系列）、（2017年）